# Muriel (Spagna)
Muriel è un comune spagnolo di 183 abitanti situato nella comunità autonoma di Castiglia e León.